# Upper Klamath Lake
Der Upper Klamath Lake (auch Klamath Lake) ist ein großer natürlicher Süßwassersee östlich der Kaskadenkette im südlichen Oregon, nordwestlich des Ortes Klamath Falls, zu Füßen des Aspen Butte. Er ist der letzte Überrest des pleistozänen Sees Lake Modoc und stellt heute das größte Süßwasserdepot des Pazifischen Nordwestens dar. Er liegt am Rand des Halbwüsten-Hochlandes Großes Becken auf einer Höhe von 1262 Metern und ist etwa 32 Kilometer lang und 12,9 Kilometer breit.
Sein Hauptzufluss ist der Williamson River. Das Wasser fließt in den Klamath River beziehungsweise je nach Definition den Link River im Süden ab. Nach Norden hin befindet sich ein kleiner Kanal in Richtung Agency Lake. Am Nordufer liegt auch das Upper Klamath National Wildlife Refuge.
Seit 1917 ist das Bureau of Reclamation für den See zuständig. Die Behörde sorgt im Rahmen des Klamath Reclamation Projects für die Bewässerung im Süden.
Im Klamath werden Grüne Spanalgen (AFA-Algen) geerntet.